# Großsteingräber von Pustow
Die 1968 von Ewald Schuldt ausgegrabenen Großsteingräber von Pustow, zwei Großdolmen, ein erweiterter Dolmen, und ein restaurierter Urdolmen, sind zwischen 3500 und 2800 v. Chr. entstandene Großsteingräber der Trichterbecherkultur (TBK). Sie haben die Sprockhoff-Nrn. 534, 537 und 538. Der Urdolmen hat keine Sprockhoff-Nr.
Sie liegen bei Pustow in der Gemeinde Sassen-Trantow, südwestlich von Greifswald, im Landkreis Vorpommern-Greifswald in Mecklenburg-Vorpommern, zusammen mit einer Anzahl weiterer, nicht ausgegrabener Dolmen.

## Zählung

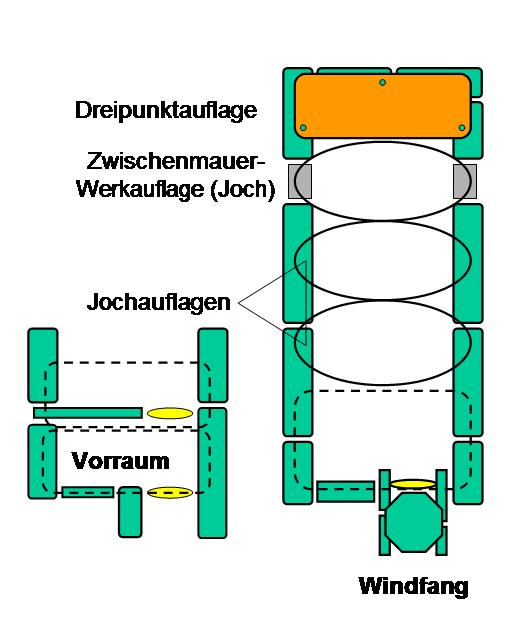
Schema Großdolmen

Die Gräber wurden von verschiedenen Autoren unterschiedlich nummeriert.
| Sprockhoff     | Schuldt   | Beier     | Anmerkungen |
| -------------- | --------- | --------- | ----------- |
| Pustow 1 (534) | Pustow 1  | Pustow 1  |             |
| –              | Pustow 2  | Pustow 2  |             |
| –              | Pustow 3  | Pustow 3  |             |
| –              | Pustow 4  | Pustow 4  |             |
| Pustow 2 (535) | Pustow 5  | Pustow 5  |             |
| Pustow 3 (536) | Pustow 6  | Pustow 6  |             |
| Pustow 4 (537) | Pustow 7  | Pustow 7  |             |
| Pustow 5 (538) | Pustow 8  | Pustow 8  |             |
| –              | Pustow 9  | Pustow 9  |             |
| –              | Pustow 10 | Pustow 10 |             |
| –              | Pustow 11 | Pustow 11 |             |
| –              | Pustow 12 | Pustow 12 |             |
| Pustow 6 (539) | –         | –         |             |

## Großdolmen (Spr.-Nr. 534)

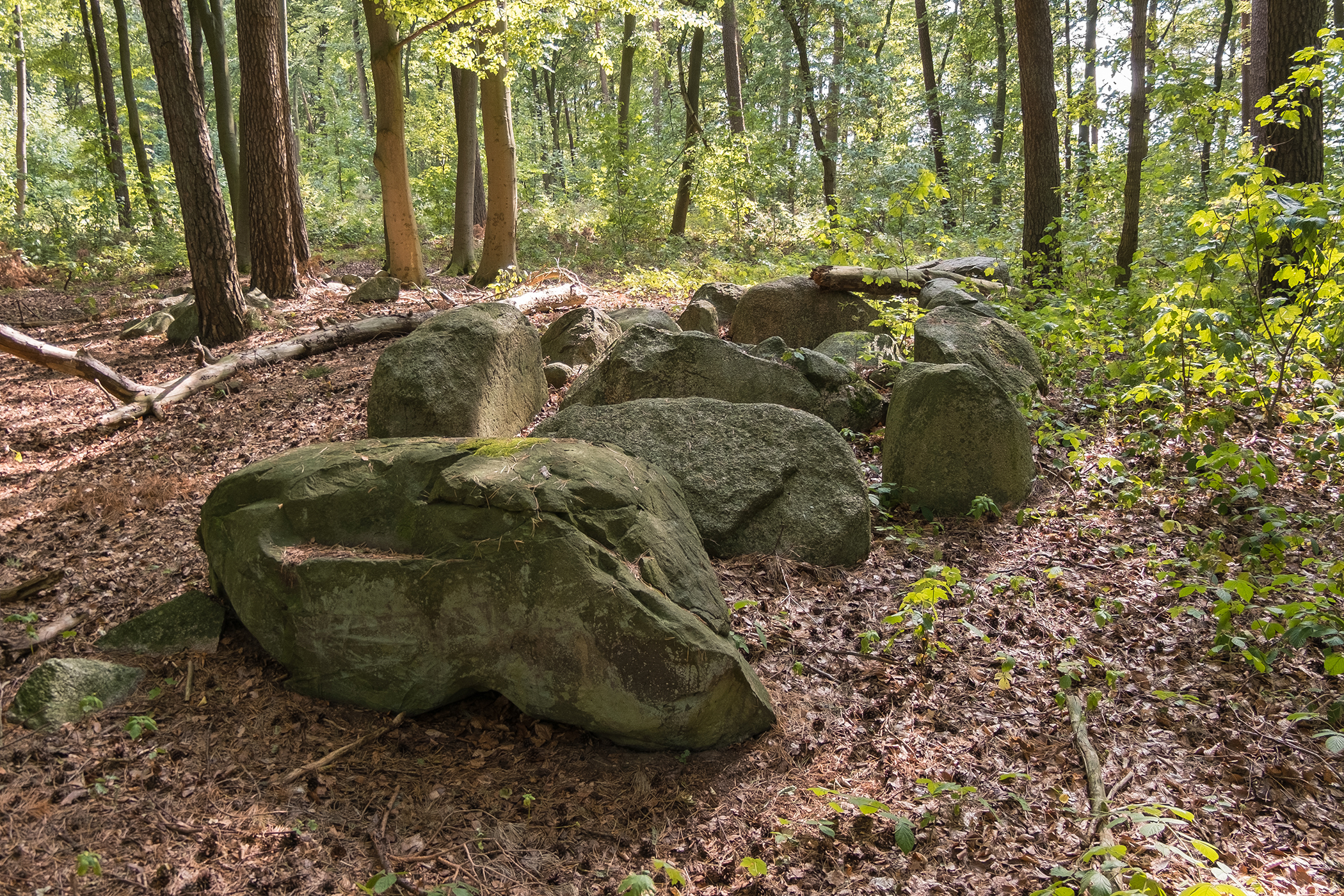
Pustow 1

Die etwa nordwest-südost orientierte Anlage▼ liegt westlich von Pustow im Wald. Es handelt sich um eine teilerhaltene trapezoide Kammer von 1,4 m Höhe, 5,8 m Länge und 2,3 auf 1,7 m Breite. Die Kammer hatte vier Decksteine, von denen einer erhalten ist und aufliegt. Die 10 Tragsteine an den Längsseiten und der Schlussstein im Norden sind erhalten. Der Zugang fehlt komplett, wodurch offen ist, ob es sich um eine Anlage mit Vorkammer, oder mit Windfang handelt. Der Dolmen weist vier Quartiere auf. Die durch Ausfeuerung rot geglühte Diele besteht aus Lehmestrich. Es wurden keinerlei Funde gemacht.

## Großdolmen (Spr.-Nr. 537)
Die etwa nordwest-südost orientierte Anlage▼ liegt östlich von Pustow, im Feld in einer Buschgruppe. Es handelt sich um eine teilerhaltene Kammer von 1,4 m Höhe, 5,6 m Länge und 2,0 auf 1,5 m Breite. Die Kammer hat vier Tragsteine an den Längsseiten und einen Schlussstein im Norden, während alle Decksteine fehlen. Die rot geglühte Diele besteht aus Rotsandsteinplatten und Lehmestrich.
Neben 32 Scherben, acht Bernsteinperlen (zwei doppelaxtförmig), vier Querschneidern und vier Schultergefäßen fanden sich ein Hohlmeißel, ein Schlagstein, ein Klingenkratzer, ein tonnenförmiges und ein doppelkonisches Gefäß, ein hoher Topf sowie eine Schüssel.

## Erweiterter Dolmen (Spr.-Nr. 538)

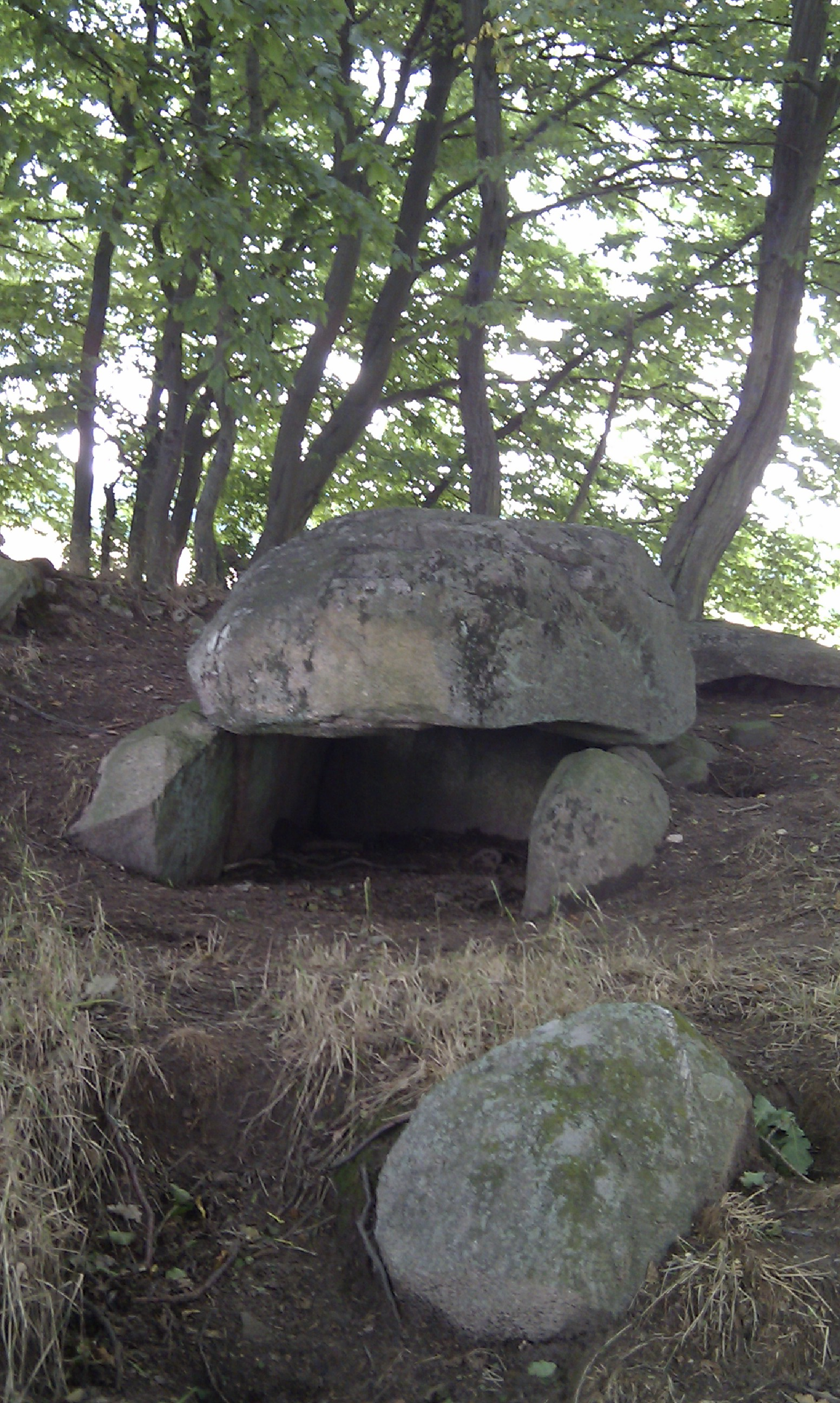
Erweiterter Dolmen - Pustow 5

Die etwa nordwest-südost orientierte Megalithanlage▼ im Rest eines ovalen Hügels liegt östlich von Pustow in einer Baumgruppe im Feld ist ein erweiterter Dolmen. Es handelt sich um eine gut erhaltene Kammer von 1,6 m Höhe, 2,6 m Länge und 1,4 m Breite auf der ein etwa 2,8 × 2,2 m großer Deckstein liegt. Der Dolmen weist an den Längsseiten je zwei Tragsteine und an der Schmalseite den Schlussstein auf. Der Zugang im Süden ist nur fragmentarisch erhalten.
Die archäologische Untersuchung ergab, dass die Anlage durch die Träger der Kugelamphorenkultur nachgenutzt wurde. Neben menschliche tierischen Knochen (darunter ein Schädel) fanden sich zwei Pfeilspitzen mit Schaft.

## Urdolmen
Die etwa nordwest-südost orientierte Anlage▼ liegt nahe dem Waldrand westlich von Pustow, in den Resten eines Rollsteinhügels. Es handelt sich um eine Kammer von 1,2 m Höhe, 2,4 m Länge und 1,2 m Breite. Die Anlage hat keine Sprockhoff-Nr. Die Kammer hatte zwei Decksteine (ein großer und ein kleiner – eventuell liegt hier ein Urdolmen mit Einstieg von oben vor) von denen keiner erhalten ist. Die fünf Tragsteine und der marginale Rest eines Zugangs sind erhalten. Die rot geglühte Diele besteht aus Lehmestrich. Außer Leichenbrand, 21 Scherben und einem Querschneider wurden keinerlei Funde gemacht.